# Åhus Glass
Åhusglass är ett tidigare svenskt företag, numera varumärke, ägt av finska Ingman Ice Cream.
Företagets historia började 1950 med att Nordöstra Skånes Mejeriförbund startade en glassfabrik i Åhus. Denna köptes av Glace-Bolaget (nuvarande GB Glace) 1966, men företagets grundare Bonde Albrektsson startade en ny glassfabrik med samma namn 1969, då Glace-Bolaget glömt att skydda namnet. År 1978 introducerades Tre Toppar.
Den 28 december 1999 introducerades Åhusglass aktier på Aktietorget. Finländska Ingman Foods (nuvarande Arla Ingman Oy Ab) blev efter ett tag huvudägare och år 2002 köptes företaget av Ingman Foods, som även köpte Carlshamn Mejeris glassdel. I och med detta bytte företaget namn till Ingman Glass AB. År 2003 slog Ingman Glass AB och Nestlé Sverige ihop sina glassverksamheter till ett nytt företag, vid namn Svenska Glasskiosken. I slutet av 2005 sålde Ingman sin andel, men behöll varumärket Åhus Glass som dock blev vilande. Det svenska dotterbolaget Ingman Glass AB fortsatte dock tillverkningen av Tofuline och Swedish Glace som är varumärken för deras vegetabiliska produkter.
2010 återuppstod Åhus Glass som varumärke igen och riktar numera helt in sig på laktosfria produkter. Bland annat återlanserades klassikern Pärontopp i laktosfri tappning. År 2011 köptes Ingman Ice Cream av Unilever, som också äger GB Glace. I oktober 2012 meddelades det att fabriken i Åhus skulle läggas ner och produktionen flyttas till Finland och Litauen.
Förre glassmästaren vid Åhus glass, Otto Albrektsson (son till grundaren Bonde Albrektsson), tillverkar numera glass i närbelägna Yngsjö under namnet Otto och Glassfabriken AB.